# Elaphidion antiguense
Elaphidion antiguense es una especie de escarabajo longicornio del género Elaphidion, categorizada en la tribu Elaphidiini, de la subfamilia Cerambycinae. Fue descrita por Vlasák en 2019.

## Descripción
Mide 26,2-33,9 mm de longitud.

## Distribución
Se distribuye por Antigua y Barbuda.